# A/R Andata + Ritorno (colonna sonora)
A/R Andata + Ritorno è un album dei Motel Connection del 2004, colonna sonora dell'omonimo film di Marco Ponti. Per lo stesso regista il gruppo aveva creato nel 2001 la colonna sonora di Santa Maradona.
È composto di due CD, il primo contiene canzoni del gruppo, il secondo di diversi artisti torinesi, fra cui vari emergenti.

## Tracce

### CD 1
1. Queen of Sugar - 6:01
2. Dreamer - 5:31
3. Waxwork - 4:34
4. Three - 6:04
5. Preprodooction - 5:03
6. The Power of Love - 5:48
7. Reach Out - 4:29
8. Reach out Roots - 1:33
9. Boosta at the Echoes - 4:48
10. Hit and Run - 7:39
11. There Was a Table Set out Under a Tree in Front of the House - 4:19

### CD 2
1. La rosa dei 20 (Perturbazione)
2. Una speranza pallida (Verlaine)
3. Cindy 76 (Wah Companion)
4. La notte sul fiume (Rachid)
5. Da nessuna parte (U-Matic)
6. Destino: lyon (Nathalie Tanner)
7. Frozen coffee (Gatto Ciliegia Contro Il Grande Freddo)
8. First man, then machine (Doctor Jazz's Universal Remedy)
9. Il male (Blaugrana)
10. Oblivion (Sur)
11. Strizzacervelli (D'n'D)
12. Bravenewstar (The Art Of Zapping)
13. Lovefailure (Daybyday)
14. Sixtyseven (Faccia Di Cane)
15. Demoloop (Architorti)
16. Esprimi un desiderio (Margaret)
17. Tu godu (Cletus)
18. Senza terra (Rachid)
19. La mia generazione (Moivo)

## Formazione
- Samuel
- Pisti
- Pierfunk